# Fred Kelly
Frederick “Fred” Kelly (Orange, 12 de setembro de 1891 — Medford, 7 de maio de 1974) foi um velocista e barreirista campeão olímpico norte-americano.
Ainda um calouro na Universidade do Sul da Califórnia quando foi selecionado para a equipe olímpica americana aos Jogos de Estocolmo 1912, ele participou dos 100 m com barreiras e conquistou a medalha de ouro com uma diferença de 0,1 s para o segundo colocado. Também em Estocolmo ele participou do torneio de exibição de baseball, o primeiro dos Jogos Olímpicos, competindo pela equipe americana.
No ano seguinte, igualou por duas vezes o recorde mundial desta prova (15 s) antes de ganhar seu primeiro título da AAU no fim de 1913. Em 1916 igualou novamente o recorde mundial vigente da prova (14s6) apesar de suas marcas nunca terem sido oficialmente reconhecidas.
Retirando-se do esporte em 1919, ele tornou-se um dos pioneiros da aviação comercial. Juntou-se em 1925 à Western Air Express – depois Western Airlines - e quando aposentou-se em 1946 era o chefe dos pilotos da companhia aérea.